# Mehmed Fuad Pascha

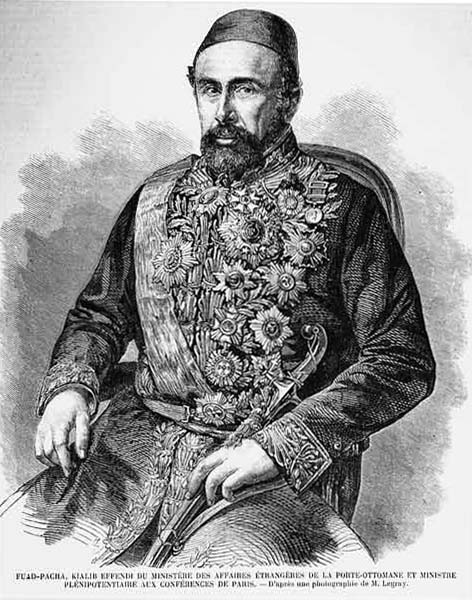
Mehmed Fuad Pascha (1815–1869)

Keçecizade Mehmet Fuat Pascha (osmanisch محمد فؤاد پاشا Mehmed Fuad Paşa; * 17. Januar 1815 in Konstantinopel, heute Istanbul; † 12. Februar 1869 in Nizza) war ein osmanischer Staatsmann.

## Leben
Fuad war der Sohn des angesehenen Dichters Keçecizade Izzet Molla. Er wurde an der Sultansschule für Medizin (Tıbhane-i Âmire) ausgebildet und war zunächst ein Armeechirurg. 1836 trat er als Beamter im Außenministerium in den Staatsdienst ein. Er wurde Sekretär der Botschaft in London; wurde mit speziellen Missionen in den Fürstentümern und in St. Petersburg (1848) beauftragt und wurde 1851 als Sonderbevollmächtigter nach Ägypten geschickt. In diesem Jahr wurde er Minister für äußere Angelegenheiten, ein Posten, auf den er später noch viermal berufen wurde, und den er zum Zeitpunkt seines Todes bekleidete.
Während des Krimkriegs kommandierte er die Truppen an der griechischen Front und zeichnete sich durch seinen Mut aus. Er wurde osmanischer Delegierter in der Pariser Konferenz von 1856, wurde 1860 mit einer Mission nach Syrien betraut, und war 1860/61 Großwesir sowie Kriegsminister. Er begleitete Sultan Abdülaziz auf seiner Reise nach Ägypten und Europa. Er starb in Nizza, wohin er wegen seiner Gesundheit gegangen war.
Fuad war berühmt für seine Kühnheit und seine Entscheidungsfreudigkeit sowie für seinen wachen Verstand und seine vielen bonmots. Im Allgemeinen als Anhänger einer pro-englischen Politik betrachtet, leistete er seinem Land wertvolle Dienste durch seine kompetente Leitung der auswärtigen Beziehungen der Pforte, und nicht zuletzt durch seine wirksame Schlichtung der syrischen Angelegenheiten nach den Massakern von 1860. Als Wālī von Damaskus beendete er nicht nur die Unruhen, sondern leitete erste Modernisierungsprojekte ein, wie der Bau der Telegrafen-Linie zwischen Damaskus und die osmanische Hauptstadt.
Mehmed Fuad Pascha war Angaben der Großloge der Freien und Angenommenen Maurer der Türkei zufolge Freimaurer.